# Мартинес, Алешандре Гутьеррес
Алешандре Рубен Мартинес Гутьеррес (исп. Alexandre Ruben Martinez Gutiérrez; 4 марта 1987) — андоррский футболист, защитник.
В 2009—2021 годах выступал в чемпионате Андорры за «Унио Эспортива Санта-Колома», где был капитаном. В составе команды становился серебряным призёром чемпионата и дважды бронзовым призёром, также он побеждал в Кубке Андорры и дважды становился финалистом. В еврокубках он провёл 8 матчей.
Выступал за юношеские сборные Андорры до 17 и до 19 лет, а также за молодёжную сборную до 21 года. В национальной сборной Андорры провёл 7 матчей.

## Биография

### Клубная карьера
Алешандре Мартинес начал карьеру в 2009 году в команде «Унио Эспортива Санта-Колома», выступающей в чемпионате Андорры. В команде он получил 5 номер. Вскоре Мартинес стал капитаном команды. В сезоне 2009/10 он вместе с клубом стал серебряным призёром чемпионата, его команда уступила лишь «Санта-Коломе» и получила право впервые участвовать в еврокубках. В Кубке Андорры 2010 «Унио Эспортива Санта-Колома» дошла до финала, где уступила «Сан-Жулии» (1:0).
1 июля 2010 года он дебютировал в Лиге Европы, в первом отборочном раунде против черногорского «Могрена» (0:3). В следующем матче андоррцы вновь уступили (2:0) и покинули турнир. Мартинес отыграл полные 90 минут в двух встречах. В сезоне 2010/11 команда заняла 4-е место в чемпионате и получило право играть в Лиге Европы. В Кубке Андорры 2011 команда вновь дошла до финала, где уступила «Сан-Жулии» (1:3).
Летом 2011 года он сыграл в двух матчах первого квалификационного раунда Лиги Европы против венгерского «Пакша». Первый домашний матч закончился победой «Пакша» (0:1). Ответный матч также остался за венграми (0:4), после чего команда покинула турнир. В чемпионате Андорры сезона 2011/12 «Унио Эспортива Санта-Колома» стала бронзовым призёром, уступив лишь «Санта-Коломе» и «Лузитансу». В Кубке Андорры 2012 его клуб дошёл до полуфинала, где проиграл «Лузитансу» (2:3), в добавленное время второго матча.
В июле 2012 года Мартинес вновь сыграл в двух матчах первого квалификационного раунда Лиги Европы против нидерландской команды «Твенте». Первый матч закончился разгромной победой «Твенте» (6:0), Алешандре в этой игре получил жёлтую карточку на 44 минуте. Ответный матч также выиграли нидерландцы (0:3). В следующем сезоне чемпионата Андорры 2012/13 команда Мартинес завоевала бронзовые медали, уступив как и в предыдущем сезоне «Санта-Коломе» и «Лузитансу». Вместе с командой он также впервые стал победителем Кубка Андорры 2013, в финале его клуб обыграл «Сан-Жулию» (3:2).
В июле 2013 года Алешандре Мартинес провёл 2 матча в первом квалификационном раунде Лиги Европы против боснийского «Зриньски». В первой игре он начал матч в стартовом составе, на 44 минуте получил жёлтую карточку, а на 82 минуте был заменён на Алекса Бласкеса. Встреча закончилась победой «Зриньски» (1:3). Ответную игру также выиграли боснийцы с минимальным счётом (1:0).

### Карьера в сборной

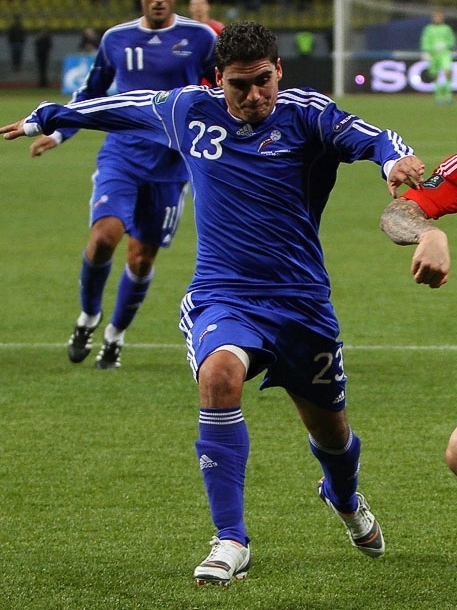
В игре за сборную Андорру

Выступал за юношескую сборную Андорры до 17 лет и провёл 3 матча в турнирах УЕФА. За сборную до 19 лет сыграл 8 игр. В составе молодёжной сборной до 21 года провёл всего 1 матч в официальных турнирах УЕФА.
В 2010 году главный тренер национальной сборной Андорры Кольдо начал приглашать его в стан команды карликового государства, которая является одним из аутсайдеров мирового футбола. В это время Алешандре Мартинесу было 23 года, он был студентом и жил на стипендию.
29 мая 2010 года дебютировал в составе сборной в выездной товарищеской игре против Исландии (4:0), Мартинес вышел в конце встречи на 81 минуте вместо Марка Гарсии. Свою следующею игру он провёл 11 августа 2010 года против Кипра в рамках выездного товарищеского матча. Поединок закончился с минимальным счётом (1:0), Алешандре вышел на поле на 87 минуте вместо Марка Пужоля.
6 сентября 2011 года он дебютировал в официальном матче, в квалификации на чемпионат Европы 2012, в игре против Македонии (1:0), Мартинес вышел на 26 минуте вместо Жорди Рубьо, в конце второго тайма он получил жёлтую карточку. Всего в квалификации на чемпионат Европы 2012 он провёл 3 игры. Затем он сыграл в выездной товарищеской игре против Польши (4:0). 14 августа 2012 года он провёл свой последний матч за сборную на данный момент, против сборной Лихтенштейна (1:0).
Всего за сборную Андорры он провёл 7 матчей.

### Список матчей за сборную
| № | Дата             | Соперник    | Счёт | Соревнование                               |
| 1 | 29 мая 2010      | Исландия    | 4:0  | Товарищеский матч                          |
| 2 | 11 августа 2010  | Кипр        | 1:0  | Товарищеский матч                          |
| 3 | 06 сентября 2011 | Македония   | 1:0  | Отборочный турнир на чемпионат Европы 2012 |
| 4 | 7 октября 2011   | Ирландия    | 0:2  | Отборочный турнир на чемпионат Европы 2012 |
| 5 | 11 октября 2011  | Россия      | 6:0  | Отборочный турнир на чемпионат Европы 2012 |
| 6 | 2 июня 2012      | Польша      | 4:0  | Товарищеский матч                          |
| 7 | 14 августа 2012  | Лихтенштейн | 1:0  | Товарищеский матч                          |

## Достижения
- Серебряный призёр чемпионата Андорры (1): 2009/10
- Бронзовый призёр чемпионата Андорры (3): 2011/12, 2012/13, 2014/15
- Обладатель Кубка Андорры (1): 2013
- Финалист Кубка Андорры (2): 2010, 2011